# Argile du Gault

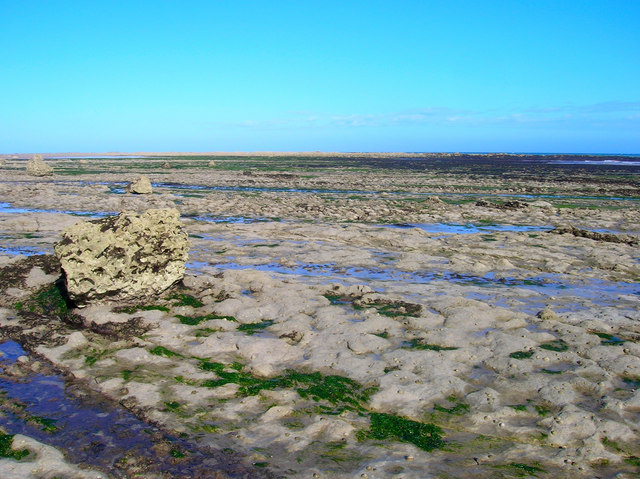
Affleurement de l'argile du Gault sur une plage à proximité des falaises crayeuses de Beachy Head, dans le Sussex de l'Est.

L’argile du Gault (dite parfois « argile albienne ») est une formation d’argile raide de teinte gris-bleu à gris foncé, qui s'est déposée à profondeur moyenne dans des eaux marines calmes, au cours du Crétacé inférieur (Albien supérieur et moyen). Son nom fait référence à un lieu-dit près de Folkestone, en Angleterre.

## Orographie
En France, on retrouve cette formation à 1,5 km au nord de Wissant, mais elle affleure nettement sur les falaises de Copt Point à Folkestone (dans le Kent, en Angleterre), où elle recouvre une formation de sable vert, ainsi que le long du versant sud des Downs du Nord et le versant nord des Downs du Sud. On la retrouve aussi au milieu des escarpements du Vale of White Horse, dans l’Oxfordshire, et sur l’Île de Wight où on l'appelle Blue Slipper. La formation de Gault est sous-jacente à la couche de craie dans le Bassin de Londres, où elle recouvre généralement des roches érodées du jurassique et du dévonien ; l'étage du Gault inférieur n’est présent que sous les franges périphériques de ce bassin sédimentaire, et disparaît à Londres.

## Utilisation
On utilise cette argile comme matière première pour la fabrication de briques, notamment près de Wye dans le Kent.
L’argile de Gault contient souvent des nodules phosphatiques en grande quantité, dont une partie est classée comme coprolithes ; elle peut être chargée en sable et comporter des traces de glauconite. La présence de cristaux de sélénite ainsi que de nodules de pyrite est courante en certains endroits.
L’argile de Gault est riche en fossiles marins, dont de nombreuses ammonites (telles les types Hoplites, Hamites, Euhoplites, Anahoplites, et Dimorphoplites), des bélemnites (du type Neohibolites), des bivalves (du type Birostrina et Pectinucula), des gastéropodes (du type Anchura), du corail isolé, des restes de poissons (dents et vertèbres de requins), des ossicules de crinoïdes et des crustacés (comme le crabe Notopocorystes). On peut aussi tomber à l'occasion sur des restes de bois fossilisé.

## La formation de Gault
La formation de Gault comprend l'argile de Gault et le sable vert supérieur. Ces deux horizons présentent différents faciès, la couche sableuse ayant probablement sédimenté près du rivage tandis que l'argile se déposait en eaux calmes un peu plus au large ; on estime que ces deux couches sont des dépôts lagunaires.
La formation de Gault résulte de la transgression marine qui a succédé à l’érosion du sable vert inférieur. Elle comprend deux sections, le Gault Supérieur et Inférieur (le Gault Supérieur déborde le Gault Inférieur). La formation de Gault s'étend sur le plateau de Londres et vient mourir contre la craie rouge juste au sud de The Wash, aux confins du Norfolk et du Lincolnshire.
Les affleurements de Gault à Copt Point, site de référence de cette formation, ont une épaisseur de 40 m.